# Georges V Gotcha
Georges V Gotcha (géorgien : გიორგი V გოჩია, Giorgi V Gočia) est roi d'Iméréthie de 1696 à 1698.

## Biographie
Georges V est un noble géorgien qui prétend être l'arrière-petit-fils de Constantin dit Gotcha, lui-même descendant de Constantin II, roi de Khartli mort en 1505.
Il est appelé au trône d'Iméréthie par le prince Georges Abaschidzé le « faiseur de rois », dont il épouse en 1696 la fille Thamar, veuve du roi Alexandre IV. Georges V Gotcha est rapidement déposé par son beau-père Georges Abaschidzé aidé par Schoschita III, duc de Ratcha, qui restaurent brièvement Artchil Ier sur le trône d'Iméréthie.

## Sources
- Marie-Félicité Brosset, Histoire de la Géorgie, tome II : Histoire moderne de la Géorgie, réédition Adamant Media Corporation  (ISBN 0543944808), p. 298.
- Cyrille Toumanoff, Les dynasties de la Caucasie chrétienne de l'Antiquité jusqu'au XIXe siècle : Tables généalogiques et chronologiques, Rome, 1990, p. 140-141.